# Los Angeles Film Critics Association Awards/Beste Regie

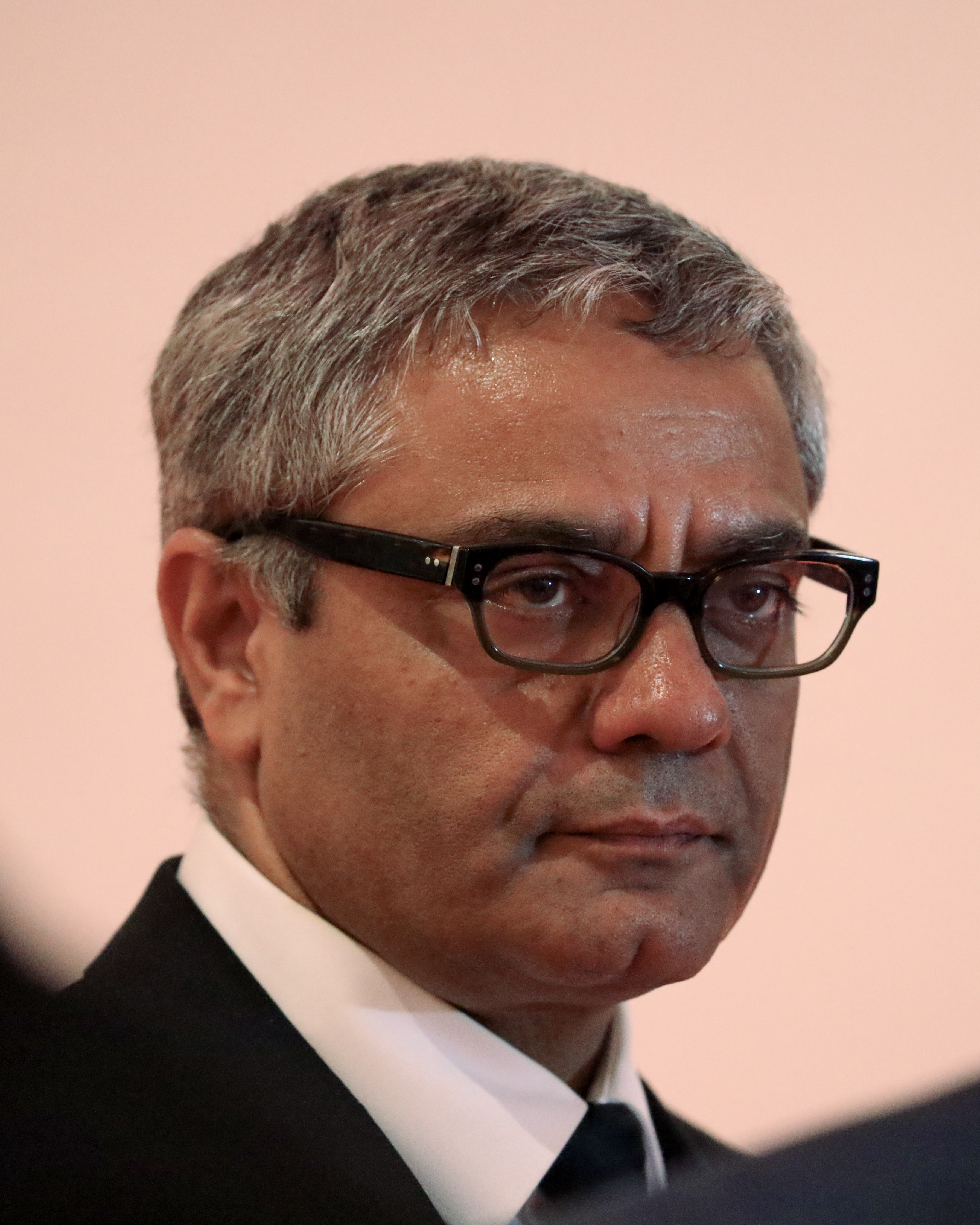
Preisträger 2024: Der gebürtige Iraner Mohammad Rasulof (Die Saat des heiligen Feigenbaums)

Der Los Angeles Film Critics Association Award in der Kategorie Beste Regie (Best Director) wird seit 1975 verliehen. Die US-amerikanische Filmkritikervereinigung gibt als eine der ersten alljährlich Anfang Dezember ihre Auszeichnungen für die besten Filmproduktionen und Filmschaffenden des laufenden Kalenderjahres bekannt, die etwa einen Monat später, Anfang oder Mitte Januar, verliehen werden.
Am erfolgreichsten in dieser Kategorie waren die US-amerikanischen Filmregisseure Paul Thomas Anderson, David Lynch, Sidney Lumet und Steven Spielberg sowie die Neuseeländerin Jane Campion, die den Preis je zweimal gewinnen konnten. 15 Mal gelang es der Filmkritikervereinigung vorab den Oscar-Gewinner zu präsentieren, zuletzt 2021 geschehen mit der Preisvergabe an Campion (The Power of the Dog). Neben der Regisseurin waren 2009 die US-Amerikanerin Kathryn Bigelow (Tödliches Kommando – The Hurt Locker), 2018 ihre Landsfrau Debra Granik (Leave No Trace) und 2020 die Chinesin Chloé Zhao (Nomadland) erfolgreich.

## Preisträger
Anmerkungen: Seit 2004 werden auch zweitplatzierte Regisseure von der LAFCA-Jury verlautbart.
| Jahr | Preisträger/-in      | Film                                          | Deutscher Titel                              |
| ---- | -------------------- | --------------------------------------------- | -------------------------------------------- |
| 1975 | Sidney Lumet         | Dog Day Afternoon                             | Hundstage                                    |
| 1976 | Sidney Lumet         | Network                                       | Network                                      |
| 1977 | Herbert Ross         | The Turning Point                             | Am Wendepunkt                                |
| 1978 | Michael Cimino*      | The Deer Hunter                               | Die durch die Hölle gehen                    |
| 1979 | Robert Benton*       | Kramer vs. Kramer                             | Kramer gegen Kramer                          |
| 1980 | Roman Polański       | Tess                                          | Tess                                         |
| 1981 | Warren Beatty*       | Reds                                          | Reds                                         |
| 1982 | Steven Spielberg     | E.T. The Extra-Terrestrial                    | E.T. – Der Außerirdische                     |
| 1983 | James L. Brooks*     | Terms of Endearment                           | Zeit der Zärtlichkeit                        |
| 1984 | Miloš Forman*        | Amadeus                                       | Amadeus                                      |
| 1985 | Terry Gilliam        | Brazil                                        | Brazil                                       |
| 1986 | David Lynch          | Blue Velvet                                   | Blue Velvet                                  |
| 1987 | John Boorman         | Hope and Glory                                | Hope and Glory                               |
| 1988 | David Cronenberg     | Dead Ringers                                  | Die Unzertrennlichen                         |
| 1989 | Spike Lee            | Do the Right Thing                            | Do the Right Thing                           |
| 1990 | Martin Scorsese      | Goodfellas                                    | GoodFellas – Drei Jahrzehnte in der Mafia    |
| 1991 | Barry Levinson       | Bugsy                                         | Bugsy                                        |
| 1992 | Clint Eastwood*      | Unforgiven                                    | Erbarmungslos                                |
| 1993 | Jane Campion         | The Piano                                     | Das Piano                                    |
| 1994 | Quentin Tarantino    | Pulp Fiction                                  | Pulp Fiction                                 |
| 1995 | Mike Figgis          | Leaving Las Vegas                             | Leaving Las Vegas                            |
| 1996 | Mike Leigh           | Secrets & Lies                                | Lügen und Geheimnisse                        |
| 1997 | Curtis Hanson        | L.A. Confidential                             | L.A. Confidential                            |
| 1998 | Steven Spielberg*    | Saving Private Ryan                           | Der Soldat James Ryan                        |
| 1999 | Sam Mendes*          | American Beauty                               | American Beauty                              |
| 2000 | Steven Soderbergh*   | Erin Brockovich Traffic                       | Erin Brockovich Traffic – Macht des Kartells |
| 2001 | David Lynch          | Mulholland Dr.                                | Mulholland Drive – Straße der Finsternis     |
| 2002 | Pedro Almodóvar      | Hable con ella                                | Sprich mit ihr                               |
| 2003 | Peter Jackson*       | The Lord of the Rings: The Return of the King | Der Herr der Ringe: Die Rückkehr des Königs  |
| 2004 | Alexander Payne      | Sideways                                      | Sideways                                     |
| 2005 | Ang Lee*             | Brokeback Mountain                            | Brokeback Mountain                           |
| 2006 | Paul Greengrass      | United 93                                     | Flug 93                                      |
| 2007 | Paul Thomas Anderson | There Will Be Blood                           | There Will Be Blood                          |
| 2008 | Danny Boyle*         | Slumdog Millionaire                           | Slumdog Millionär                            |
| 2009 | Kathryn Bigelow*     | The Hurt Locker                               | Tödliches Kommando – The Hurt Locker         |
| 2010 | Olivier Assayas      | Carlos                                        | Carlos – Der Schakal                         |
| 2010 | David Fincher        | The Social Network                            | The Social Network                           |
| 2011 | Terrence Malick      | The Tree of Life                              | The Tree of Life                             |
| 2012 | Paul Thomas Anderson | The Master                                    | The Master                                   |
| 2013 | Alfonso Cuarón*      | Gravity                                       | Gravity                                      |
| 2014 | Richard Linklater    | Boyhood                                       | Boyhood                                      |
| 2015 | George Miller        | Mad Max: Fury Road                            | Mad Max: Fury Road                           |
| 2016 | Barry Jenkins        | Moonlight                                     | Moonlight                                    |
| 2017 | Luca Guadagnino      | Call Me by Your Name                          | Call Me by Your Name                         |
| 2017 | Guillermo del Toro*  | The Shape of Water                            | Shape of Water – Das Flüstern des Wassers    |
| 2018 | Debra Granik         | Leave No Trace                                | Leave No Trace                               |
| 2019 | Bong Joon-ho*        | Parasite                                      | Parasite                                     |
| 2020 | Chloé Zhao*          | Nomadland                                     | Nomadland                                    |
| 2021 | Jane Campion*        | The Power of the Dog                          | The Power of the Dog                         |
| 2022 | Todd Field           | Tár                                           | Tár                                          |
| 2023 | Jonathan Glazer      | The Zone of Interest                          | The Zone of Interest                         |
| 2024 | Mohammad Rasulof     | دانه‌ی انجیر معابد (Dāne-ye anjīr-e ma'ābed)   | Die Saat des heiligen Feigenbaums            |

* = Regisseure, die für ihren Film später den Oscar als Bester Regisseur des Jahres gewannen

## Zweitplatzierte Regisseure
1. ↑  2004 belegte Martin Scorsese für Aviator einen zweiten Platz
2. ↑  2005 belegte David Cronenberg für A History of Violence einen zweiten Platz
3. ↑  2006 belegte Clint Eastwood für Flags of Our Fathers und Letters from Iwo Jima einen zweiten Platz
4. ↑  2007 belegte Julian Schnabel für Schmetterling und Taucherglocke einen zweiten Platz
5. ↑  2008 belegte Christopher Nolan für The Dark Knight einen zweiten Platz
6. ↑  2009 belegte Michael Haneke für Das weiße Band – Eine deutsche Kindergeschichte einen zweiten Platz
7. ↑  2011 belegte Martin Scorsese für Hugo Cabret einen zweiten Platz
8. ↑  2012 belegte Kathryn Bigelow für Zero Dark Thirty einen zweiten Platz
9. ↑  2013 belegte Spike Jonze für Her einen zweiten Platz
10. ↑  2014 belegte Wes Anderson für Grand Budapest Hotel einen zweiten Platz
11. ↑  2015 belegte Todd Haynes für Carol den zweiten Platz
12. ↑  2016 belegte der spätere Oscar-Preisträger Damien Chazelle für La La Land den zweiten Platz
13. ↑  2018 belegte Alfonso Cuarón für Roma den zweiten Platz
14. ↑  2019 belegte Martin Scorsese für The Irishman den zweiten Platz
15. ↑  2020 belegte Steve McQueen für die Filmreihe Small Axe den zweiten Platz
16. ↑  2021 belegte Ryūsuke Hamaguchi für Drive My Car den zweiten Platz
17. ↑  2022 belegte S.S. Rajamouli für RRR den zweiten Platz
18. ↑  2023 belegte Giorgos Lanthimos für Poor Things den zweiten Platz
19. ↑  2024 belegte Sean Baker für Anora den zweiten Platz